# Federação das Índias Ocidentais nos Jogos Olímpicos de Verão de 1960
Atletas da Federação das Índias Ocidentais competiram nos Jogos Olímpicos de Verão de 1960 em Roma, Itália. O país de vida curta apenas participou dessa edição dos Jogos, já que a Jamaica e Trinidad e Tobago competiram de forma independente em 1964, e Barbados começou a competir nos Jogos de 1968.

## Medalhistas
| Medalha           | Nome                                                                                             | Esporte   | Evento                             |
| ----------------- | ------------------------------------------------------------------------------------------------ | --------- | ---------------------------------- |
| Medalha de bronze | George Kerr Jamaica                                                                              | Atletismo | 800 metros masculino               |
| Medalha de bronze | George Kerr Jamaica · James Wedderburn Barbados · Keith Gardner Jamaica · Malcolm Spence Jamaica | Atletismo | Revezamento 4x400 metros masculino |

## Desempenho

### Atletismo
Atletismo nos Jogos Olímpicos de Verão de 1960
| Evento                             | Nome                                                      | Resultado |
| ---------------------------------- | --------------------------------------------------------- | --- |
| 100 metros masculino               | Dennis Johnson                                            | Eliminatórias: 10.4 (2º na bateria) Quartas de final: 10.4 (4º, não avançou)                                  |
| 200 metros masculino               | Clifton Bertrand                                          | Eliminatórias: 21.3 (3º na bateria) Quartas de final: 21.4 (6º, não avançou)                                  |
| 200 metros masculino               | Dennis Johnson                                            | Eliminatórias: 21.2 (1º na bateria) Quartas de final: 21.1 (3º) Semifinais: 21.0 (5º, não avançou)            |
| 400 metros masculino               | Malcolm Spence                                            | Eliminatórias: 47.6 (1º na bateria) Quartas de final: 46.9 (3º) Semifinais: 46.8 (5º, não avançou)            |
| 400 metros masculino               | James Wedderburn                                          | Eliminatórias: 47.4 (2º na bateria) Quartas de final: 47.0 (4º, não avançou)                                  |
| 800 metros masculino               | George Kerr                                               | Eliminatórias: 1:50.9 (1º na bateria) Quartas de final: 1:49.4 (1º) Semifinal: 1:47.1 (1º) Final: 1:47.1 (→ ) |
| Revezamento 4x400 metros masculino | George Kerr James Wedderburn Keith Gardner Malcolm Spence | Eliminatórias: 3:09.1 (1º na bateria) Semifinal: 3:09.2 (2º) Final: 3:04.0 (→ )                               |
| 110 metros com barreiras masculino | Keith Gardner                                             | Eliminatórias: 14.3 (1º na bateria) Quartas de final: 14.3 (2º) Semifinal: 14.2 (3º) Final: 14.4 (→ 5º lugar) |
| Salto em distância masculino       | Paul Foreman                                              | Classificatórias: 7,42 m Final: 7,26 m (→ 12º lugar)                                                          |

### Ciclismo
Ciclismo nos Jogos Olímpicos de Verão de 1960
| Evento          | Nome         | Resultado |
| --------------- | ------------ | --- |
| Velocidade      | Clyde Rimple | Eliminatórias: 2º de 2 Repescagem:1º de 2 Repescagem final: 2º de 3 Oitavas de final: 3º de 3 Repescagem das oitavas de final: 2º de 3 (não avançou) |
| 1000m por Tempo | Clyde Rimple | 1:16.08 (→ 23º lugar) |

### Vela
Vela nos Jogos Olímpicos de Verão de 1960
| Evento                 | Nome                             | Resultado                |
| ---------------------- | -------------------------------- | ------------------------ |
| Classe Flying Dutchman | Richard John Bennett Gerald Bird | 893 points (→ 30º lugar) |

### Tiro
Tiro nos Jogos Olímpicos de Verão de 1960
| Evento                | Nome              | Resultado                                          |
| --------------------- | ----------------- | -------------------------------------------------- |
| Pistola 50m masculino | Anthony Bridge    | Classificatória: 319 (→ 32º no grupo, não avançou) |
| Pistola 50m masculino | Keith De Casseres | (abandonou)                                        |

### Halterofilismo
Halterofilismo nos Jogos Olímpicos de Verão de 1960
| Evento            | Nome            | Resultado |
| ----------------- | --------------- | --- |
| Peso galo (57 kg) | Grantley Sobers | Desenvolvimento: 97.5 kg (7º) Arranco: 90.0 kg (12º) Arremesso: 120.0 kg (13º) Total: 307.5 kg (→ 10º lugar) |